# Сафтика (Илфов)
Сафтика (рум. Săftica) насеље је у Румунији у округу Илфов у општини Балотешти. Oпштина се налази на надморској висини од 98 m.

## Становништво
Према подацима из 2002. године у насељу је живело 1149 становника.

### Попис2002.
| Расподела становништва по националности 2002.‍ | Расподела становништва по националности 2002.‍ | Расподела становништва по националности 2002.‍ | Расподела становништва по националности 2002.‍ | Расподела становништва по националности 2002.‍ |
| --------------------------------------------- | --------------------------------------------- | --------------------------------------------- | --------------------------------------------- | --------------------------------------------- |
|                                               |                                               |                                               |                                               |                                               |
| Румуни                                        | Румуни                                        |                                               | 1.130                                         | 98,7%                                         |
| Роми                                          | Роми                                          |                                               | 5                                             | 0,4%                                          |
| други                                         | други                                         |                                               | 10                                            | 0,9%                                          |